# Poa schizantha
Poa schizantha là một loài cỏ trong họ hòa thảo, thuộc chi poa.